# Erythrina microcarpa
Erythrina microcarpa är en ärtväxtart som beskrevs av Sijfert Hendrik Koorders och Theodoric Valeton. Erythrina microcarpa ingår i släktet Erythrina och familjen ärtväxter. Inga underarter finns listade i Catalogue of Life.